# عشق سیال
 عشق سیال  کتابی به قلم زیگمونت باومن است که به ناپایداری روابط عاطفی در عصر مدرن اشاره دارد.
این کتاب به بررسی روابط انسانی میان زنان و مردان می‌پردازد که چگونه در دوران مدرنیته پیوندهای انسانی بسیار شکننده و سست هستند و چگونه در جامعه مدرن، روانشناسی، بازار و … انسانها را به سوی ایجاد پیوندهای سست سوق می‌دهند.
عشق سیال به این موضوع اشاره دارد که فرد به جای ایجاد روابط بلندمدت به دنبال روابط کوتاهی است تا دراین مدت زمان کم به نیازهای عاطفی و جسمی خود پاسخ دهد و این رابطه او را از عشق‌های احتمالی و بهتر در آینده محروم نسازد.
تنهایی مضاعف، افسردگی، نگرانی و عدم لذت از برقراری روابط عاطفی را می‌توان سیالیت عشق در بین افراد مختلف به عنوان ابژه عشق قلمداد کرد.

## محورهای اصلی کتاب

### انسان مدرن و روابط عاطفی
انسان‌های امروزی روابط را می‌خواهند اما تنها با خوبی‌های آنها و نه مشکلاتشان و از مشاوران می‌خواهند که به آنها کمک کنند وارد روابطی شوند تا از آنها لذت برند ولی در عین حال بتوانند در زمان بروز مشکلات و سختی‌های آن رابطه ترک کنند. باومن برعکس معتقد است که یک رابطه درست، هم خوبی‌هایی دارد و هم بدی‌هایی و نمی‌توان رابطه را تنها تا زمانی خواست که برای فرد مطبوع باشد. و همین مسئله سبب ایجاد این سؤال در ذهن می‌شود که آیا این انسان‌ها با مشاوره شان «می‌خواهند بدانند چگونه رابطه را محکم کنند یا اینکه چگونه …بدون آسیب و زیان و با وجدانی آسوده آن را از هم بگسلند؟»

##### روابط مجازی
نوعی از پیوندها، روابط مجازی هستند. برخلاف روابط قدیمی به نظر می‌رسد که پیوندها متناسب با موقعیت زندگی سیال مدرنی هستند که در آن این امید و انتظار وجود دارد که «احتمالات عاشقانه» با سرعتی هرچه بیشتر در عبور و مرور باشند، و با وعدهٔ «رضایت بخش‌تر و قانع‌کننده‌تر بودن» یکدیگر را از صحنه بیرون کنند. برخلاف روابط واقعی ورود به «روابط مجازی» و خروج از آنها آسان است. در مقایسه با جنس واقعی سنگین، کند، بی‌حرکت و نامنظم، این روابط آراسته، منظم، راحت و خوش دست به نظر می‌رسند. مرد بیست و هشت ساله‌ای اهل باث در مصاحبه‌ای دربارهٔ محبوبیت روزافزون ملاقات‌های کامپیوتری دخترها و پسرها و کاهش محبوبیت ملاقات‌های دخترها و پسرها در کافه‌های سرپایی مخصوص مجردها و ستون‌های مخصوص مجردها در روزنامه‌ها، به مزیت سرنوشت‌ساز رابطهٔ الکترونیکی اشاره کرد: «شما همیشه می‌توانید کلید حذف را فشار دهید.»
 باومن از منتقدان مدرنیته است که برای احتراز از مناقشات پیرامون نسبت امر مدرن و پست مدرن و مفهوم پست مدرنیته، از استعارهٔ مدرنیتهٔ سخت (یا جامد) و مدرنیتهٔ سیال استفاده کرده‌است. وجه تمایز سیالات از جامدات سستی پیوندهای مولکولی آنهاست و آنچه باعث می‌شود در نظر باومن سیالیت استعاره‌های مناسب عصر حاضر باشد آن است که سیالات ذاتاً قابلیت حفظ شکل خود به مدت طولانی را ندارند و از سوی دیگر سیالات به‌خلاف جامدات به عنصر زمان حساس‌اند. در مدرنیتهٔ سیال «الگو» ها و «ساختار» ها از میان رفته‌اند و جای خود را به «الگویابی» و «ساختاریابی» داده‌اند. در این جهان «پیوند» ها به‌سادگی پدیدار و ناپدید می‌شوند و در یک‌کلام جای پای انسان‌ها همچون گذشته محکم نیست. پس از آن باومن توضیح می‌دهد در عصر حاضر انسان تولیدکننده به انسان مصرف‌کننده تبدیل شده و اخلاق مصرف به همهٔ شئون زندگی تسری یافته‌است. انسان‌ها در این جهان با انسان‌های دیگر همچون کالا برخورد می‌کنند و رابطه‌ها در نظر آنان نوعی سرمایه‌گذاری از نوع سرمایه‌گذاری در بازار بورس اند که در آن باید سربزنگاه سهام قبلی را فروخت و سهام جدید خرید وگرنه خطر ورشکستگی در کمین است. توسعهٔ ارتباطات مجازی هم به این وضع دامن زده و ورود به رابطه و خروج از آن را به اندازهٔ یک کلیک ساده کرده‌است. در این جهان گویی «رابطه» ها در جیب پیراهن افراد هستند و هنگام لزوم بیرون آورده می‌شوند و بعد از رفع نیاز به جای خود برمی‌گردند. باومن برای توصیف دقیق روابط در مدرنیتهٔ سیال از سریال‌های تلویزیونی پرمخاطب و مطالب روزنامه‌های پرتیراژ مثال‌های متعددی می‌زند و به خوبی نشان می‌دهد که اجزای مختلف جامعهٔ مدرن سیال چگونه دست‌دردست یکدیگر مصرف‌گرایی و منطق بازار را همه جا می‌گسترند و در این میان چگونه مفهوم قدیمی «عشق» جای خود را به مفهوم امروزین «رابطه» می‌دهد. در پایان این فصل، باومن نشان می‌دهد چگونه ضعیف شدن خویشاوندی سببی با افزایش نیروی جاذبهٔ خویشاوندی نسبی همزمان شده و چگونه در نتیجهٔ نوسان افراد بین این دو، «ایدئولوژی صمیمیت» پدیدار شده‌است که کارش تبدیل مقولات سیاسی به مقولات روان‌شناختی است؛ و اینکه چگونه این ایدئولوژی به دیگری‌سازی و مرزبندی مضاعف میان انسان‌ها می‌انجامد.
نویسنده در فصل دوم عشق سیال ذیل عنوان «زیروبم جعبه‌ابزار اجتماعی بودن» از آنچه افراد در مدرنیتهٔ سیال از دست داده‌اند سخن می‌گوید. باومن ابتدا نقش سائق جنسی در حفظ اتحاد جوامع بشری را یادآوری می‌کند و سپس توضیح می‌دهد که چگونه از سائق جنسی افسون‌زدایی شده و اروس به دور از سایر جهات انسانی و در آزمایشگاه‌های دانشمندان به علم جنسیت فرو کاسته شده و انسانِ بی‌اروس یتیم مانده‌است. از سوی دیگر فرزند هم که نتیجهٔ طبیعی رابطهٔ جنسی است در جهان امروزین که جهان مصرف‌کنندگان است خود به ابژهٔ مصرف و یکی از گران‌ترین کالاهایی تبدیل شده‌است که فرد در زندگی خود می‌خرد. تعارضات و مخاطرات این راه، فرزندآوری را هم به منبع رنج و اضطراب تبدیل و انسان را از لذتی کهن محروم کرده‌است و انسان ساکن جهان سیال مدرن در نتیجهٔ این فقدان‌ها نوعی حس عزاداری را تجربه می‌کند.

از نظر باومن، ما در جامعه ای به سر می‌بریم که حتی اعتراض، نقد و مخالفت و تظاهرات و براندازی نیز بازاریابی می‌شود و تبدیل می‌شود به یک محصولی که می‌شود ارایه اش کرد در شبکه‌های مختلف تا مردم ببیند و از آن بخرند؛ یعنی همه چیز تبدیل می‌شود به یک محصول بازاری.

اساس بحث مدرنیته سیال این است که ما در عصری زندگی می‌کنیم که هیچ گونه تشکل اجتماعی شکل نمی‌گیرد و متبلور نمی‌شود و به صورت یک نهاد مستمر و محکم در نمی‌آید و درواقع هیچ چیزی تبدیل به سنت نمی‌شود. این بحث نزدیک به جمله معروف مارکس در مانیفست است که دورهٔ مدرن دوره ای است که همه چیز دود می‌شود و به هوا می‌رود. همه چیز جاری و در جریان است و هیچ چیز نمی‌ایستد، از انواع سازماندهی کار که خیلی مهمی است و شکل‌های گردانِش اقتصادی بگیرید تا روابط شخصی آدم‌ها. همه چیز در این جامعه، مدام در جریان است و اصلاً وقفه ندارد. به این دلایل است که باومن نام این وضعیت را مدرنیته سیال می‌گذارد. چالش اساسی کسانی که در چنین شرایطی زندگی می‌کنند این است که هیچ چیز شبیه گذشتهٔ چند روز پیش نیست. این وضعیت یک وضعیت دولبه است، یعنی دو چیز متناقض و پارادوکس. وقتی هیچ چیز مثل گذشته نمی‌ماند، این همراه خود یک نوع احساس آزاد، احساس مکلف نبودن، پابند نبودن و اسیر نبودن با خودش می‌آورد. چون خود باومن، در روابط شخصی راجع به این موضوع بحث می‌کند، اگر این را بیاورم در بحث روابط شخصی، می‌شود گفت که وقتی که ما روابط پایداری نداریم، یعنی اینکه روابط دوطرفه مثلاً روابط بین دوجنس؛ دوستی‌ها، و حتی ازدواج‌ها، می‌توانند خیلی کوتاه باشند، تند تند عوض، جدید و نو شوند، یک نوع تنوعی است که درونش آزادی است؛ یعنی اینطور نیست که شما فکر کنید، انتخابی که من کرده‌ام، یکبار برای همیشه است و تا آخر عمر، به آن مکلفم و هرچه شد همین است یا سرنوشت من همین بوده‌است و تمام شد و رفت. مثل آن زن هندی که وقتی شوهرش می‌میرد، خودش هم باید با آن بسوزد. این‌جا دیگر تقدیر(fate) تبدیل می‌شود به عزم(destiny). قسمت به اراده تبدیل می‌شود و این همراه خود یک نوع آزادی دارد.  این آزادی قطعأ وسوسه‌کننده است و جذابیت دارد، خیلی‌ها را به سمت خودش می‌کشاند، خیلی‌ها این را می‌پسندند. اما در آن واحد با وجود جنبهٔ آزادی، جنبهٔ دیگری هم دارد که ناامنی (insecurity)است. وقتی شما در شرایطی زندگی می‌کنید که در هیچ‌کدام از روابط‌تان نمی‌توانید مطمئن باشید که تا کی پایدار می‌ماند، شما نه به احساسات خودتان اطمینان دارید و نه به احساسات دیگری نسبت به خودتان؛ مثلاً مبنای شکل‌گیری روابط بین دوجنس در جامعهی جدیدRomantic love)(عشق آزاد است و رابطهٔ دو نفر را عشق تبیین می‌کند و بهترین دلیل برای رابطهٔ دونفره است. که افراد به هم می‌گویند من عاشق تو هستم، ما وقتی احساس امروز را مبنای شکل‌گیری روابط کنیم، خب از کجا معلوم یک ماه دیگر، طرف مقابل بیاید بگوید من عاشق تو نیستم؟ و گیدنز می‌گوید که انسان‌های مدرن انسان‌هایی اند که می‌خواهند از تمام مزایای همه چیز بهره‌مند بشوند و اگر با هیچ‌کدام از مشکلات و مسائل موجود در این روابط رویارو نشوند دچار چالش و تعارض می‌شوند. آخر چگونه می‌شود هم احساس امنیت را داشته باشند و هم احساس آزادی را داشته باشند و مسئله‌ای هم در زندگی‌شان پیش نیاید. دلیلش این است که این آدم‌ها مدام دربارهٔ همه چیز زندگی خود به مشاور مراجعه می‌کنند. مشاوره‌هایی در زمینه ازدواج، خانواده، تحصیلی و به نوعی بازارکار این مشاوران سکه است. این ادم‌ها می‌خواهند که راه‌حل و نقطهٔ تعادل را پیدا کنند که چگونه می‌شود از این آزادی‌ها بهرهٔ کامل را برد، ولی هیچ وقت این دو باهم جمع نمی‌شوند و این است که انسانی که در شرایط مدرنیته زندگی می‌کند، در واقع این سرنوشت را دارد که اسیر دائمی این اضطراب‌ها باشه و ممکن است که برای اینکه این روابط را اداره کند در یک مقطع خیلی کوتاهی بتواند تعادل ناپایداری بین آن‌ها ایجاد کند، اما نگه داشتن این تعادل در مدت زیاد عملاً ناممکن است. البته ما در جامعه‌ای زندگی می‌کنیم که هنوز تفاوت خیلی زیادی با این توصیف‌هایی که جامعه‌شناسان غربی از جامعهٔ غربی می‌کنند، وجود دارد. در جامعه ما خیلی واضح است که سنت‌ها هنوز خیلی قوی اند و خیلی مواقع این تعارض‌هایی که باومن از آن درمورد انسان غربی حرف می‌زند، سنت ما اجازه نمی‌دهد تا این تعارض‌ها به وجود بیاید یا این تعارض‌ها را حل می‌کند.

- عصر مدرنیته
- زیگمونت باومن
- ازدواج سفید

1. 
2. 
3. 
4. 
5. 
6. 
7. 
8. 